# Синьял-Котяки
Синья́л-Котя́ки (чув. Ҫӗнӗ Катек) — деревня в Цивильском районе Чувашской Республики. Входит в состав Опытного сельского поселения.

## География
Находится на правом берегу реки Малый Цивиль приблизительно в 2 км на восток-юго-восток от города Цивильска. Через деревню проходит автомагистраль М-7.

## История
Известна с 1858 года как околоток деревни Котякова (ныне Топнеры). В 1897 году было 120 жителей, в 1926 — 38 дворов, 191 житель, в 1939—241 житель, в 1979—186. В 2002 году 53 двора, 2010 — 46 домохозяйств. В период коллективизации был образован колхоз «Красный герой», в 2010 году действовал ФГУП «Колос».

## Население
| 2010 | 2011 | 2012 | 2014 | 2016 |
| ---- | ---- | ---- | ---- | ---- |
| 129  | ↘128 | →128 | ↗135 | ↗150 |

Постоянное население составляло 95 человек (чуваши 100 %) в 2002 году.